# Pyramica taipingensis
Pyramica taipingensis är en myrart som först beskrevs av Auguste-Henri Forel 1913.  Pyramica taipingensis ingår i släktet Pyramica och familjen myror. Inga underarter finns listade i Catalogue of Life.